# 博吉斯洛
博吉斯洛，是匈牙利托尔瑙州所辖的一个村。总面积55.93平方公里，总人口2235，人口密度40.0人/平方公里（2011年1月1日）。